# Progo
Progo (llamada oficialmente San Miguel de Progo) es una parroquia y un lugar del municipio español de Riós, en la provincia de Orense, Galicia.

## Geografía
La parroquia se encuentra situada en una extensa llanura aprovechada para la ganadería y dispone de varios sotos de castaños.

## Organización territorial
La parroquia está formada por cuatro entidades de población:
- Pousada
- Progo
- Santa Baya (Santa Baia)
- Villariño das Touzas (Vilariño das Touzas)

## Demografía

### Parroquia
| Gráfica de evolución demográfica de Progo (parroquia) entre 2000 y 2023 |
|                                                                         |
| Datos según el nomenclátor publicado por el INE.                        |

### Lugar
| Gráfica de evolución demográfica de Progo (lugar) entre 2000 y 2023 |
|                                                                     |
| Datos según el nomenclátor publicado por el INE.                    |

## Patrimonio
La iglesia de San Miguel de Progo es de cantería en el exterior, con espadaña de dos vanos y adorno de pináculos, siguiendo un modelo habitual entre las iglesias de la comarca. Posiblemente fue construida a comienzos del siglo XVIII, aunque se desconoce la fecha exacta de su construcción. En la iglesia se conserva un cáliz con la inscripción: Pedro Pérez, vecino de Córdoba dio este cáliz para San Pedro de Posada, año de 1745.
Junto al crucero de Santa María de Riós, el crucero de Progo es uno de los dos existentes en todo el municipio. Tiene tres gradas, capitel moldurado y acabado en piedra florenzada.